# Dalibor Štroncer
Dalibor Štroncer (* 27. listopadu 1979, Košice) je slovenský zpěvák a muzikant, který je známý především z revivalové kapely The Backwards, kterou společně s Miroslavem Džunkem založil. V kapele imituje Johna Lennona.